# Gherardo della Gherardesca (XIV secolo)
Gherardo della Gherardesca (Pisa, ... – Sardegna, gennaio 1355) è stato un nobile e condottiero italiano, conte di Donoratico e membro della potente famiglia toscana dei della Gherardesca.

## Biografia
Figlio ultimogenito di Ranieri della Gherardesca, detto il Vecchio e della sua terza moglie, Ginevra Doria, alla morte del fratello Bernabò ereditò il titolo di conte e i feudi dinastici posseduti nell'odierno Sulcis. Il 10 settembre 1353, poco dopo lo scoppio della guerra sardo-catalana, fu catturato dai comandanti arborensi Azzone di Buquis e Cino de Zori, costretto a genuflettersi dinnanzi a loro e condotto poi prigioniero ad Oristano. Lì fu convinto dal giudice Mariano IV a sostenere la causa arborense, venendo liberato pochi giorni dopo. Morì però nel gennaio 1355. Durante la prima seduta del parlamento del regno di Sardegna, nell'estate dello stesso anno, re Pietro IV d'Aragona emanò una sentenza postuma di tradimento nei confronti di Gherardo, ordinandone la totale confisca dei beni.